# Banco de Canadá
El Banco de Canadá (en inglés: Bank of Canada; en francés: Banque du Canada) es el banco central de Canadá, fundado el 3 de julio de 1934, empezando a operar el 11 de marzo de 1935. Es el banco emisor de la moneda nacional, el dólar canadiense. Su sede se encuentra en Ottawa.
El Banco de Canadá, siendo un banco central, es de reciente creación. A lo largo de la historia del país no hubo, en principio, necesidad de crear un banco central. El Banco de Montreal cumplía de facto esta tarea, y el sistema bancario era gestionado por la Asociación de Banqueros Canadienses en colaboración con el gobierno. Sin embargo esta situación cambió con la Gran Depresión de 1929. Muchos acusaron en este periodo al sistema bancario de ser responsable de agravar la depresión, en un momento de deflación y contracción de la economía. Junto a los agricultores y granjeros, el Banco Real de Canadá, que quería desmantelar la asociación del gobierno con el Banco de Montreal, reclamaron la creación de un banco central.
El primer ministro, R. B. Bennett, encargó a una Comisión Real en 1933 que estudiase la posibilidad de crear un banco central, emitiendo esta una resolución favorable. La fórmula que se empleó fue la de una corporación privada sin influencias gubernamentales. Más tarde, en 1938, se convirtió en una Sociedad de la Corona, cuyo gobernador era nombrado por el gobierno.
El Banco de Canadá tiene asignada como misiones mantener una inflación baja y estable, una política monetaria segura y fuerte, sostener la estabilidad financiera y asegurar la gestión eficiente por el gobierno de los recursos y la deuda pública. El gobernador es elegido por el Consejo de administración del propio banco por un periodo de siete años y no puede ser cesado por el gobierno.